# Бусилци
Бусилци (мкд. Бусилци) су насеље у Северној Македонији, у средишњем државе. Бусилци припадају општини Чашка.

## Географија
Бусилци су смештени у средишњем делу Северне Македоније. Од најближег већег града, Велеса, насеље је удаљено 18 km југозападно.
Насеље Бусилци се налази у историјској области Клепа. Насеље је смештено у долини реке Бабуне. Источно од насеља издиже се планина Клепа. Надморска висина насеља је приближно 260 метара.
Месна клима је измењена континентална са значајним утицајем Егејског мора (жарка лета).

## Становништво
Бусилци су према последњем попису из 2002. године имали 18 становника.
Према истом попису претежно становништво у насељу су етнички Македонци (56%), а остало су махом Албанци (33%).
Већинска вероисповест је православље, а мањинска ислам.